# Upper Manya Krobo
Upper Manya Krobo är ett distrikt i Ghana.   Det ligger i regionen Östra regionen, i den sydöstra delen av landet, 90 km norr om huvudstaden Accra.